# GPR1
GPR1, G protein-spregnuti receptor 1', je protein koji je kod čoveka kodiran GPR1 genom.
GPR1 deluje kao receptor za hemerin. Osim ovog receptora hemerin aktivira CMKLR1 i CCRL2.

## Literatura
1. ↑  „Entrez Gene: GPR1 G protein-coupled receptor 1”.
2. ↑  Marchese A, Docherty JM, Nguyen T, Heiber M, Cheng R, Heng HH, Tsui LC, Shi X, George SR, O'Dowd BF (1994). „Cloning of human genes encoding novel G protein-coupled receptors”. Genomics. 23 (3): 609—18. PMID 7851889. doi:10.1006/geno.1994.1549.
3. ↑  Barnea G, Strapps W, Herrada G, Berman Y, Ong J, Kloss B, Axel R, Lee KJ (2008). „The genetic design of signaling cascades to record receptor activation”. Proc. Natl. Acad. Sci. U.S.A. 105 (1): 64—9. PMC 2224232 . PMID 18165312. doi:10.1073/pnas.0710487105.

## Dodatna literatura
- Shimizu N; Soda Y; Kanbe K;  . (1999). „An orphan G protein-coupled receptor, GPR1, acts as a coreceptor to allow replication of human immunodeficiency virus types 1 and 2 in brain-derived cells.”. J. Virol. 73 (6): 5231—9. PMC 112576 . PMID 10233994.
- Tokizawa S; Shimizu N; Hui-Yu L;  . (2000). „Infection of mesangial cells with HIV and SIV: identification of GPR1 as a coreceptor.”. Kidney Int. 58 (2): 607—17. PMID 10916084. doi:10.1046/j.1523-1755.2000.00207.x.
- Strausberg RL; Feingold EA; Grouse LH;  . (2003). „Generation and initial analysis of more than 15,000 full-length human and mouse cDNA sequences.”. Proc. Natl. Acad. Sci. U.S.A. 99 (26): 16899—903. PMC 139241 . PMID 12477932. doi:10.1073/pnas.242603899.
- Kang MK; Kameta A; Shin KH;  . (2003). „Senescence-associated genes in normal human oral keratinocytes.”. Exp. Cell Res. 287 (2): 272—81. PMID 12837283. doi:10.1016/S0014-4827(03)00061-2.
- Gerhard DS; Wagner L; Feingold EA;  . (2004). „The status, quality, and expansion of the NIH full-length cDNA project: the Mammalian Gene Collection (MGC).”. Genome Res. 14 (10B): 2121—7. PMC 528928 . PMID 15489334. doi:10.1101/gr.2596504.
- Hillier LW; Graves TA; Fulton RS;  . (2005). „Generation and annotation of the DNA sequences of human chromosomes 2 and 4.”. Nature. 434 (7034): 724—31. PMID 15815621. doi:10.1038/nature03466.
- Jinno-Oue A; Shimizu N; Soda Y;  . (2005). „The synthetic peptide derived from the NH2-terminal extracellular region of an orphan G protein-coupled receptor, GPR1, preferentially inhibits infection of X4 HIV-1.”. J. Biol. Chem. 280 (35): 30924—34. PMID 15919664. doi:10.1074/jbc.M500195200.
- Otsuki T; Ota T; Nishikawa T;  . (2007). „Signal sequence and keyword trap in silico for selection of full-length human cDNAs encoding secretion or membrane proteins from oligo-capped cDNA libraries.”. DNA Res. 12 (2): 117—26. PMID 16303743. doi:10.1093/dnares/12.2.117.
- Kimura K; Wakamatsu A; Suzuki Y;  . (2006). „Diversification of transcriptional modulation: large-scale identification and characterization of putative alternative promoters of human genes.”. Genome Res. 16 (1): 55—65. PMC 1356129 . PMID 16344560. doi:10.1101/gr.4039406.